# Коацакоалкос
Коацакоалкос (шп. Coatzacoalcos) је град у Мексику у савезној држави Веракруз. Према процени из 2005. у граду је живело 234.174 становника.

## Становништво
Према подацима са пописа становништва из 2010. године, град је имао 235.983 становника.
| 1990.   | 1995.   | 2000.   | 2005.   | 2010.   |
| ------- | ------- | ------- | ------- | ------- |
| 198.817 | 222.027 | 225.973 | 234.174 | 235.983 |